# 不要哭，小原
《不准哭，小原》，又译《小原别哭》或《小原不哭》，是日本电视台自2013年1月19日在周六21时至21时54分（日本标准时间，JST，UTC+9）时间段播出的电视连续剧，由长濑智也主演。该剧讲述了一个漫画中的主人公小原突然出现在现实世界中与漫画作者越前相遇而产生的故事。

## 登場人物

### 主要人物
- 小原：長瀨智也（香港配音：陳欣）
- 越前（31）：麻生久美子（香港配音：劉惠雲）

### 漫畫中的世界
- 牧廣：賀來賢人（香港配音：李致林）
- 阿敦：清水優（日语：清水優）（香港配音：張裕東）
- 笑笑大叔：甲本雅裕（日语：甲本雅裕）（香港配音：李錦綸）
- 阿雪姐：奧貫薰（香港配音：沈小蘭）
- 小玉（50）：光石研（香港配音：張錦江）

### 現實世界
- 田中（28）：丸山隆平（香港配音：周良鴻）
- 矢口百合子（44）：藥師丸博子（香港配音：陸惠玲）
- 紺野清美（20）：忽那汐里（香港配音：魏惠娥）
- 阿宏（20）：菅田將暉（香港配音：李震權）
- 長沼前輩（59）：稻川實代子（日语：稲川実代子）（香港配音：林丹鳳）
- 警官（44）：小松和重（日语：小松和重）（香港配音：劉昭文）
- 玉田（50）：光石研（香港配音：張錦江）
- 越前秀子（62）：白石加代子（香港配音：蔡惠萍）

## 收视率
| 集數                                         | 播出日        | 副標題 | 導演       | 收視率 |
| -------------------------------------------- | ------------- | ------ | ---------- | ------ |
| 第1集                                        | 2013年1月19日 |        | 菅原伸太郎 | 12.9%  |
| 第2集                                        | 2013年1月26日 |        | 菅原伸太郎 | 10.3%  |
| 第3集                                        | 2013年2月02日 |        | 狩山俊輔   | 09.7%  |
| 第4集                                        | 2013年2月09日 |        | 狩山俊輔   | 09.3%  |
| 第5集                                        | 2013年2月16日 |        | 菅原伸太郎 | 09.7%  |
| 第6集                                        | 2013年2月23日 |        | 松山雅則   | 11.0%  |
| 第7集                                        | 2013年3月02日 |        | 狩山俊輔   | 09.3%  |
| 第8集                                        | 2013年3月09日 |        | 菅原伸太郎 | 09.9%  |
| 第9集                                        | 2013年3月16日 |        | 狩山俊輔   | 09.3%  |
| 最終話                                       | 2013年3月23日 |        | 菅原伸太郎 | 10.3%  |
| （收視率來自Video Research對關東地區的調查） |               |        |            |        |